# 燕州 (唐朝)
燕州，中国唐朝时设置的州。
唐高祖武德五年（622年）设置燕州，治桂平县（今广西桂平县西）。下辖桂平县、皇化县（今广西桂平县社坡镇复化村）。武德七年（624年），增设陵江县（今广西桂平县石咀镇）。唐太宗贞观三年（629年）增辖大宾县（今广西桂平县东北），增设长恭县（今广西平南县）、泰川县（今广西桂平市江口镇）、池阳县（今广西平南县丹竹镇）、龙阳县（今广西平南县东华乡），改治长恭县。贞观五年（631年）增辖新乐县（今广西藤县东荣镇）、宁风县（今广西藤县和平镇石桥村）。贞观六年（632年）增辖东区县（今广西蒙山县陈塘镇沙灵村）。贞观七年（633年）燕州改为龚州，宁风县、东区县、新乐县、龙阳县、承恩县（原池阳县）、安基县。改设泰州。贞观八年（634年）改治安基县，泰州改为燕州。贞观十年（636年）东区县改属蒙州。贞观十二年（638年）废除承恩县、龙阳县。贞观十八年（644年）废除燕州、新乐县、安基县，宁风县改属龚州。
燕州（泰州）刺史
- 李某（贞观年间）
- 路文升（633年—634年）